# 곡사정
곡사정(斛斯政, ?~614년)은 수나라와 고구려의 군인이다.

## 생애
고구려-수 전쟁 당시 수나라군으로 참천했지만 도중에 평소 가까이 지내던 양현감이 반란을 일으키자 이에 대한 추긍을 두려워 하며  고구려로 망명하게 된다.
614년, 수 양제가 제3차 고구려 원정의 군을 일으켜 고구려가 강화를 요구하자 강화의 조건으로 곡사정은 수나라로 보내지게 된다. 이후 그는 기둥에 묶여 수나라 관료들에 의해 사살되었으며 그의 시신은 수육으로 만들어 관료들에게 연회에서 제후 백관들에게 보냈다.

## 참고 자료
- 『隋書』巻70 列伝第35
- 『北史』巻49 列伝第37